# ボルチモア・テラピンズ
ボルチモア・テラピンズ (Baltimore Terrapins) は、1914年と1915年にアメリカ合衆国メリーランド州ボルチモアを本拠地として、フェデラル・リーグで活動していたプロ野球チーム。

## 球団史
チーム名の「テラピン」（Terrapin）は、当時養殖が盛んだった食用亀の意味。フェデラル・リーグ創設時にチームが結成され、新たに建設されたテラピン・パークを本拠地とした。ロースターは前年フィラデルフィア・フィリーズに在籍していた選手が中心だった。1914年シーズンはジャック・クインとジョージ・サグスの両投手が好投、チームはこの年首位から4.5ゲーム差で3位という好成績を収めたものの、興行的には成功しなかったという。テラピンズは、当時同じボルチモアにあったマイナーリーグのオリオールズに対し、投手をしていたベーブ・ルースを含む有力な選手を移籍させるよう圧力をかけていたという。結果、オリオールズがそれを避けるためボルチモアを離れ、リッチモンドに本拠地を移してしまうという事態も起きた。
球団は2年目の1915年、観客動員策として、フィラデルフィア・アスレチックス（現オークランド・アスレチックス）のエースだったチーフ・ベンダーをチームに招く。前年17勝3敗を記録したが、この年26試合に登板して4勝16敗、防御率3.99と不調に終わる。すると前年好投したクインら他の投手も軒並み調子を落としてしまい、チームは107敗と惨敗、この年のリーグ最下位となった。チームは同年フェデラル・リーグが解散した際に消滅、前述のオリオールズは翌1916年にボルチモアに戻ってきた。

## 戦績
※順位は勝率による。
| 年度   | リーグ | 試合 | 勝利 | 敗戦 | 勝率 | 順位 | 監督               | 本拠地        |
| ------ | ------ | ---- | ---- | ---- | ---- | ---- | ------------------ | ------------- |
| 1914年 | FL     | 160  | 84   | 70   | .545 | 3位  | オットー・クナーブ | Terrapin Park |
| 1915年 | FL     | 154  | 47   | 107  | .305 | 8位  | オットー・クナーブ | Terrapin Park |

## 所属した主な選手
- ジミー・ウォルシュ：三塁手。1914年にチーム最高の打率.308、10本塁打を記録。
- ジャック・クイン：投手。1909-1933年まで現役だった。1914年に26勝を挙げたが、翌年9勝22敗と不調。
- チーフ・ベンダー：後にアメリカ野球殿堂入り。1915年に参加したが4勝16敗と不調だった。

## 主な球団記録
打撃記録
- 通算安打数：302（ヴァーン・ダンカン）
- 通算本塁打：19（ジミー・ウォルシュ）
- 通算打点数：128（ハリー・スウェシーナ）
- 通算盗塁数：40（ミッキー・ドーラン）

投手記録
- 通算勝利数：35（ジャック・クイン、ジョージ・サグス）
- 通算奪三振：282（ジャック・クイン）